# Anna Maria (Florida)
Anna Maria è un comune degli Stati Uniti d'America, situato in Florida, nella Contea di Manatee.